# Pierre Boulle
Pierre Boulle (Avignon, 1912. február 20. – Párizs, 1994. január 30.) francia író, a Híd a Kwai folyón (1952) és A majmok bolygója (1963) szerzője.

## Élete és pályája
Pierre-François-Marie-Louis Boulle-ként jómódú és művelt polgári családban született. Apja nyitott gondolkodású, jó humorérzékű ügyvéd volt. 1920-ban birtokot vásárolt a Rhône partján, ahol Pierre szabadon horgászhatott és vadászhatott. Az avignoni gimnáziumban töltött idő unalmas volt számára. Ebben az időszakban édesapja meghalt. Érettségi után, 1930-ban a fiatalember Párizsban folytatta tanulmányait az École Supérieure d'électricitén, ahol villamosmérnöki diplomát szerzett 1933-ban, majd ebben a szakmában dolgozott. 1936-ban egy brit vállalatban kapott állást, és az akkor brit gyarmat Malajziában, nem messze Kuala Lumpurtól dolgozott egy kaucsukfa-ültetvényen.
1939-ben, amikor mozgósították a francia hadsereget, Pierre Boulle az akkori Francia-Indokínába ment bevonulni, de amikor a német csapatok legyőzték Franciaországot 1940 júniusában, a gyarmat a kollaboráns Vichy-kormány igazgatása alatt maradt. Ugyanakkor a japánok is elkezdték fokozatosan birtokukba venni Indokínát. Boulle-nak, aki nem fogadta el Franciaország legyőzetését, 1941-ben a még szabad brit gyarmat Szingapúrba sikerült jutnia, és belépett a Charles de Gaulle vezette Szabad Francia Erők kötelékébe. A brit hírszerző szolgálat titkos ügynöki kiképzésben részesítette. Első feladata 1942-ben az volt, hogy a dél-kínai Kunmingba menjen kapcsolatot teremteni esetleg ott tartózkodó de Gaulle-párti franciákkal. Öt napig tartott a kalandos út burmai gyönyörű tájakon kerestül. Azután még kalandosabb utat tett meg, egy részét egyedül egy folyón bambusztutajon Vietnámba, ugyanazzal a feladattal. A Vichy-kormány hatóságai elfogták, és a hanoi hadbíróság árulás vádjával életfogytiglani kényszermunkára ítélte. Egy Szaigon közelében lévő büntetőtáborban sínylődött 1944 novemberéig, amikor sikerült megszöknie őrök segítségével, és Kalkuttába jutnia. A háború után visszatért Franciaországba, röviddel azután Malajziába ment, majd 1949-ben végleg visszament Franciaországba. A háború alatti tevékenységéért több francia és brit katonai kitüntest kapott, köztük a Becsületrendet.
1950-ben semmiféle irodalmi tapasztalat nélkül Pierre Boulle elhatározta, hogy hivatásos író lesz, és ugyanabban az évben meg is jelent első regénye William Conrad címmel. Az első nagy sikerét 1952-ben a Le Pont de la rivière Kwaï (Híd a Kwai folyón, 1966) című regényével érte el, és ezzel az első irodalmi díját is. Ez a siker túllépte a francia nyelvterület határait, amikor 1957-ben brit-amerikai mozifilm készült alapján. 1952 után több kevésbé sikeres regénye következett, majd újból nagy siker 1963-ban a La planète des singes (A majmok bolygója, 1971) című. Ennek alapján 1968-tól kezdve amerikai filmek egész sorozata készült. 1992-ig írt és publikált még. 1994-ben, 81 éves korában hunyt el.

### Magánélete
Pierre Boulle-nak volt egy nagy szerelme Malajziában, egy elvált francia nő, de nem lett belőle tartós viszony, mivel az visszatért férjéhez. Boulle nem nősült meg. Párizsba való visszatérésekor egy ideig egy szerény szállodában lakott, majd özvegy nővéréhez költözött. Sokat foglalkozott ennek kislánya nevelésével, akivel haláláig nagyon jó kapcsolata volt. Később vidéken vett házat, de fő lakóhelye a nővére lakása maradt.

## Művei
Pierre Boulle életműve számos regényből és elbeszélésből áll, valamint két önéletírásból, egy színdarabból és két esszéből.
Halála után Pierre Boulle örökösei, unokahúga és ennek férje gondoskodott irodalmi hagyatékáról. Ehhez néhány kiadatlan mű kézirata is tartozott, amelyeket kiadtak a 2000-es években.

### Regények
- 1950 – William Conrad;
- 1951 – Le Sacrilège malais (A maláj szentségtörés);[7]
- 1952 – Le Pont de la rivière Kwaï (Híd a Kwai folyón. Budapest: Európa, 1966; Rubin Péter fordítása és utószava);[8]
- 1953 – La Face (Az arc);
- 1954 – Le Bourreau (A hóhér);
- 1955 – L'Épreuve des hommes blancs (A fehér emberek megpróbáltatása);
- 1958 – Les Voies du salut (A megváltás útjai);
- 1960 – Un métier de seigneur (Nagyúri mesterség. Budapest: Kozmosz könyvek, 1970; Parancs János fordítása);
- 1963 – La Planète des singes (A majmok bolygója. Budapest: Móra, Kozmosz fantasztikus könyvek, 1971; Kováts Miklós fordítása, Gánti Tibor utószava);
- 1964 – Le Jardin de Kanashima (Kanasima kertje);
- 1967 – Le Photographe (A fényképész);
- 1971 – Les Jeux de l'esprit (Az elme játékai);
- 1972 – Les Oreilles de jungle (A dzsungel harcosai. Budapest: Merényi, Bestseller sorozat, 1997; Balla Katalin fordítása);
- 1974 – Les Vertus de l'enfer (Heroincsempészek. Budapest: Fátum-Ars, 1994; Balla Katalin fordítása);
- 1977 – Le Bon Léviathan (A jó Leviatan);
- 1979 – Les Coulisses du ciel (Az ég kulisszái);
- 1981 – L'Énergie du désespoir (A reménytelenség energiája);
- 1982 – Miroitements (Csillogások);
- 1983 – La Baleine des Malouines (A Falkland-szigetek bálnája);
- 1985 – Pour l'amour de l'art (A művészet kedvéért);
- 1988 – Le Professeur Mortimer (Mortimer professzor);
- 1990 – Le Malheur des uns... (Egyesek szerencsétlensége...);
- 1992 – À nous deux, Satan ! (Mérkőzzünk meg, Sátán!).

Pierre Boulle megmaradt kéziratai között egy kiadatlan regényé is volt. Ez 2005-ben jelent meg L'Archéologue et le mystère de Néfertiti (A régész és Nofertiti titka) címmel.

### Elbeszéléskötetek
- 1953 – Contes de l'absurde (Abszurd mesék);
- 1957 – E = mc²;
- 1957 – Un étrange événement (Egy furcsa esemény);
- 1965 – Histoires charitables (Jótékony történetek);
- 1970 – Quia absurdum (sur la terre comme au ciel) (Quia absurdum (amint a mennyben, úgy a földön is));
- 1976 – Histoires perfides (Álnok történetek).

Posztumusz kiadták még 2007-ben a L'Enlèvement de l'obélisque (Az obeliszk elrablása) című kötetet.
Elbeszélései közül magyarul megjelent a Contes de l'absurde kötetből az Une nuit interminable (Egy véget nem érő éjszaka. In Galaktika 44, X. évfolyam, 4. sz., 1981; Mónos Attila fordítása.)

### Önéletírások
- 1966 – Aux sources de la rivière Kwaï (Ahol a Kwai folyó ered. Bukarest: Irodalmi kiadó, Horizont könyvek, 1969; Halász Anna fordítása);
- 1990 – L'Îlon (A sziget).

### Színdarab
A William Conrad című regényéből ő maga által adaptált színdarab az egyetlen, amelyet Pierre Boulle írt ugyanazzal a címmel. 1962-ben jelent meg folyóiratban. Magyarul kötetben adták ki: A kém. Színjáték. Merényi, 1995; Balla Katalin fordítása.

### Esszék
- 1968 – L'Étrange croisade de l'empereur Frédéric II (II. Frigyes császár különös keresztes háborúja);
- 1987 – L'Univers ondoyant (A hullámzó világegyetem).

### Forgatókönyv
Boulle megírta a Le Siam (Sziám) című Walt Disney-társaság készítette film forgatókönyvét, amely 1955-ben nyomtatásban is megjelent.

## Adaptációk
Pierre Boulle művei alapján sok adaptáció született, a legtöbb franchise-szerződés következtében A majmok bolygója nyomán: filmek, képregények stb.

### Mozifilmek
1957-ben mutatták be az első olyan filmet, amelyet Pierre Boulle-regény nyomán alkottak brit-amerikai koprodukcióban, a Híd a Kwai folyónt. Boulle jelent meg forgatókönyve írójaként, bár nem ő készítette, mert a tényleges írói a mccarthysta kommunistaellenes kampány feketelistályán szerepeltek. A filmnek nagy nemzetközi sikere volt, hat Oscar-díjjal jutalmazták.
1968-ban következett a Majmok bolygója című amerikai tudományos-fantasztikus film. Ennek is nagy sikere volt, és négy másik amerikai film folytatta a történetét, amelyekhez Pierre Boulle-nak már nem volt közvetlenül köze.
2001-ben újból amerikai filmre adaptálták a regényt, és ennek is négy folytatása van.
Az író maga is írt egy forgatókönyvet La Planète des hommes (Az emberek bolygója) címmel egy folytatás számára, amely kéziratban maradt, mivel a producerek nem fogadták el. Örökösei találták meg, és megjelent 2023-ban.
A Le Photographe című regény nyomán is készült 1977-ben egy francia film Le point de mire (A célpont) címmel.

### Tévés produkciók
- 1958 – Not the Glory – amerikai tévéjáték a William Conrad nyomán;[13]
- 1959 – Face of a Hero – amerikai tévéjáték a La Face nyomán;
- 1966 – Portrait eines Helden – nyugat-német tévéfilm a La Face nyomán;
- 1971 – Remeslo urozených – cseh tévéjáték a Nagyúri mesterség nyomán;
- 1973 – William Conrad – francia tévéfilm;
- 1974 – Planet of the Apes – amerikai tévésorozat A majmok bolygója nyomán;
- 1977 – Portrét hrdinu – szlovák tévéjáték a La Face nyomán;
- 1984 – Nagyúri mesterség – magyar tévéjáték Kern András rendezésében;
- 1985 – The Miracle – brit tévéfilm az E = mc² című elbeszélés nyomán;
- 1986 – Un métier de seigneur – francia tévéfilm a Nagyúri mesterség nyomán;
- 2015 – La Face – francia tévéfilm.

### Egyéb adaptációk
A majmok bolygója regény és a belőle ihletett filmek nyomán számos képregény is megjelent, köztük egy magyar is, a regény alapján: Pierre Boulle – Zórád Ernő. A majmok bolygója. Budapest: Ifjúsági Lapkiadó Vállalat / Mokép, 1981.
A 2001-es filmadaptációval egyidőben videójáték is készült a regény nyomán.
William Conrad címmel Nicolas Mazmanian francia zeneszerző szvitet komponált zenekarra.

## Műveinek jellegzetességei és fogadtatása
Pierre Boulle műveinek forrásai általában korának valóságai. Ezek között fontos helyet kaptak azok a közvetlen tapasztalatok, amelyeket a Malajziában és az Indokínában töltött évek alatt élt meg: munkája az ültetvényen (Le Sacrilège malais – A maláj szentségtörés), a háború és az író fogsága (Híd a Kwai folyón). Más regényeinek cselekménye is ezen országokban játszódik. Ilyenek a L'Épreuve des hommes blancs (A fehér emberek megpróbáltatása) és a Les voies du salut (A megváltás útjai) Malajziában, vagy az amerikaiak vietnámi háborúja alatt történő Les oreilles de jungle (A dzsungel fülei).
Műveit több műfajhoz tartozóakra lehet osztani, de az egyes művekben ezek jellegzetességei kereszteződnek. Van közöttük háborús regény (Híd a Kwai folyón, Nagyúri mesterség, Les oreilles de jungle – A dzsungel fülei), kémregény (William Conrad), kalandregény (Heroincsempészek), lélektani regény (Nagyúri mesterség), tudományos-fantasztikus regény és elbeszélés. Egyébként mindegyikben vannak lélektani elemek.
Témái között fontos helyet kapnak az ember sötét oldalának megnyilvánulásai: az embertelen kizsákmányolás, mint a Le Sacrilège malaisban; a rasszizmus és embert romboló hatásai, mint ebben vagy a L'Épreuve des hommes blancsban; a rögeszmés, erkölcsi fék nélküli hatalomvágy és kapzsiság, mint a Le Malheur des uns... (Egyesek szerencsétlensége...) című regényben; egyéb romboló rögeszmék, mint a Le Photographe (A fényképész) vagy mint a Pour l'amour de l'art (A művészet kedvéért) címűben; a gyávaság, mint a La Face (Az arc) címűben.
Boulle tudományos-fantasztikus írásai nem csak egyszerűen azok. Például a Majmok bolygója ugyanakkor az emberi társadalomról való filozófiai elmélkedés is. Megjelenik bennük a tudomány jó szándékai és vívmányainak káros következményei közötti ellentét is, főleg a Les Jeux de l'esprit (Az elme játékai) vagy a Miroitements (Csillogások) című regényekben.
Ember és állat összetett kapcsolatai is foglalkoztatják az írót. Ezeket közelíti meg a La Baleine des Malouines (A Falkland-szigetek bálnája) vagy a Le Professeur Mortimer (Mortimer professzor).
Számos írását, főleg tudományos-fantasztikusokat az író paradox, abszurd, ironikus, humoros, sokszor fekete humoros és szatirikus elemekkel tűzdeli.
Pierre Boulle nem tartozott egyetlen korában létező irodalmi irányzathoz vagy irodalmárcsoporthoz sem, és írásmodja hagyományosnak mondható.
Az író életében nem minden művét fogadta a közönség és a kritika egyformán kedvezően. Csak a Híd a Kwai folyónnak és A majmok bolygójának volt igazán nagy sikere, főleg miután bemutatták az alapjukon készült filmeket, és csak A majmok bolygója él sikeresen a 21. században is folytatásai révén filmek alakjában. Jellemző, hogy amikor szülővárosában, Avignonban megemlékeztek róla szűkre sikerült körben születése 100. évfordulója alkalmából, a városi könyvtárban csak hét regénye volt meg a megjelent 24 közül.
A sikeres művei francia nyelvterületen kívül is azok voltak. Például A majmok bolygólya tizenegy nyelven jelent meg.

### Irodalmi díjak
- 1952 – Sainte-Beuve-díj(wd) a Híd a Kwai folyónnak;[19]
- 1953 – Grand Prix de la nouvelle (prix littéraire d'Évian)[20] a Contes de l'absurde (Abszurd mesék) című elbeszéléskötetnek;[21]
- 1976 – a Société des gens de lettres(wd) (Irodalmárok társasága) irodalmi nagydíja az életművének.[22]